# Most Slovenského národního povstání
Most Slovenského národního povstání (slovensky Most Slovenského národného povstania, ve zkratce Most SNP, v letech 1993 až 2012 oficiálně Nový most) je zavěšený most přes řeku Dunaj v Bratislavě. Rozpětí hlavního pole činí 303 m a 75 m kotevního pole.
Lidově se vžil název Most UFO, dle talíře, umístěného nahoře na pylonu.[zdroj?] V květnu 2018 byl prohlášen za slovenskou národní kulturní památku.

## Charakter mostu
Most byl postaven v letech 1967 až 1972 podle projektu Arpáda Tesára, Jozefa Lacka a Ivana Slameňa. Zprovozněn byl dne 26. srpna 1972, jako druhý most ve městě. Prvním mostem přes Dunaj byl Starý most a po jeho celkové rekonstrukci má název Nový most.
Dva ocelové komorové nosníky o výšce necelých 5 m s ortotropní mostovkou jsou zavěšeny na jednom pylonu vysokém 84,6 m. Celkem je dlouhý 430,8 m, široký 21 m a váží 7 537 tun. Ocelová konstrukce mostu byla vyrobena v tehdejším n.p. VŽKG v Ostravě v Mostárně, bývalého závodu 6.[zdroj?] Na mostě jsou dva jízdní pruhy pro auta v každém směru, po stranách pod úrovní vozovky pak chodníky pro chodce a cyklisty.
Z Bratislavské strany (od centra) se pod mostem nachází terminál městských autobusů.
Zvláštní atrakcí je restaurace v hlavici pylonu ve výšce 80 m (v roce 2005 byla rekonstruována) spojená s vyhlídkovou plošinou. V levém pilíři mostu se nachází výtah, který spojuje restauraci s povrchem, v pravém je pak schodiště pro případ nouzové situace.
Původní název mostu od jeho dokončení až do roku 1993 byl na paměť SNP Most Slovenského národného povstania a tento název byl obnoven rozhodnutím bratislavského městského zastupitelstva ke dni 29. srpna 2012 namísto názvu Nový most zavedeného v roce 1993.

## Galerie

Schéma
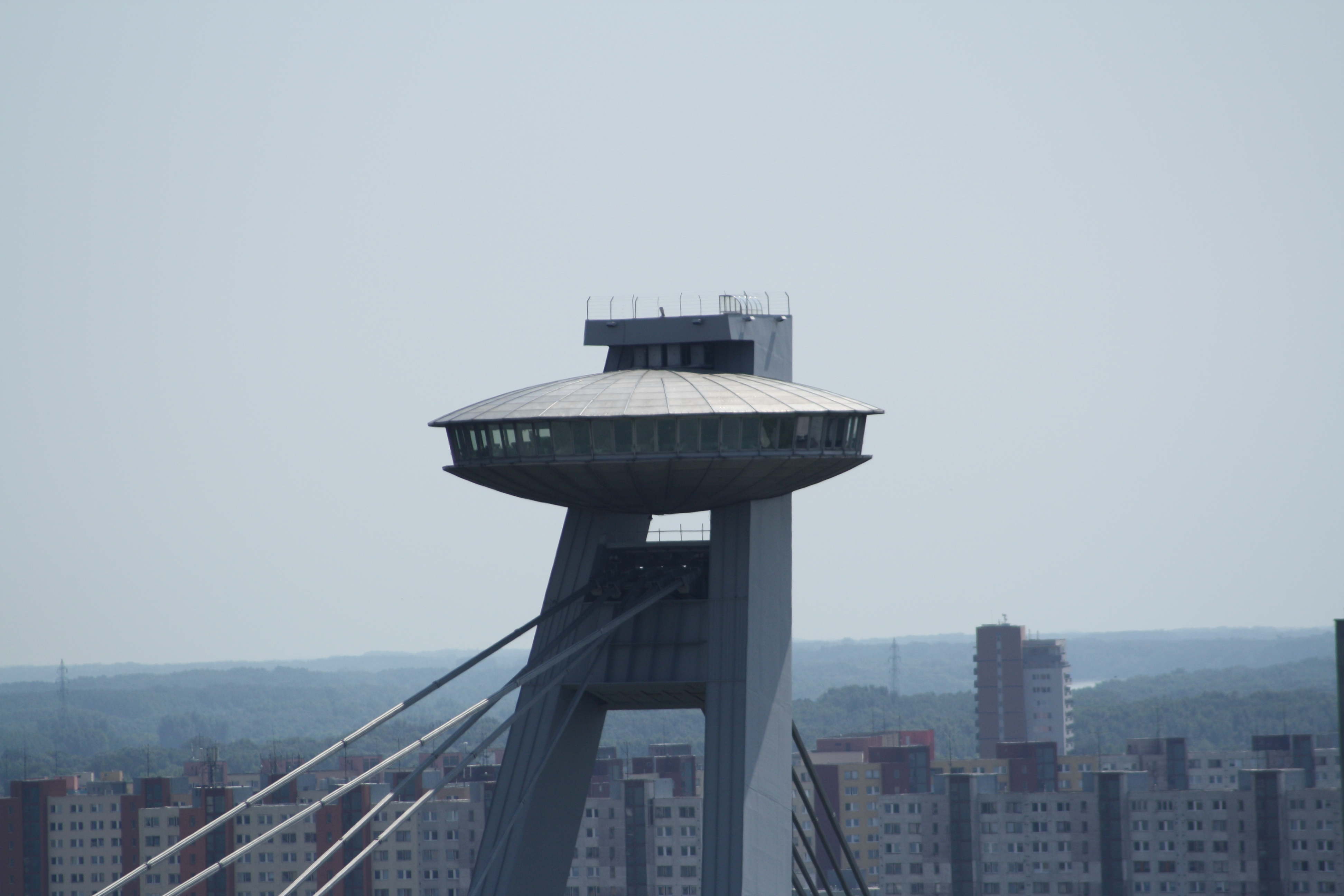
Vyhlídka a restaurace (UFO)
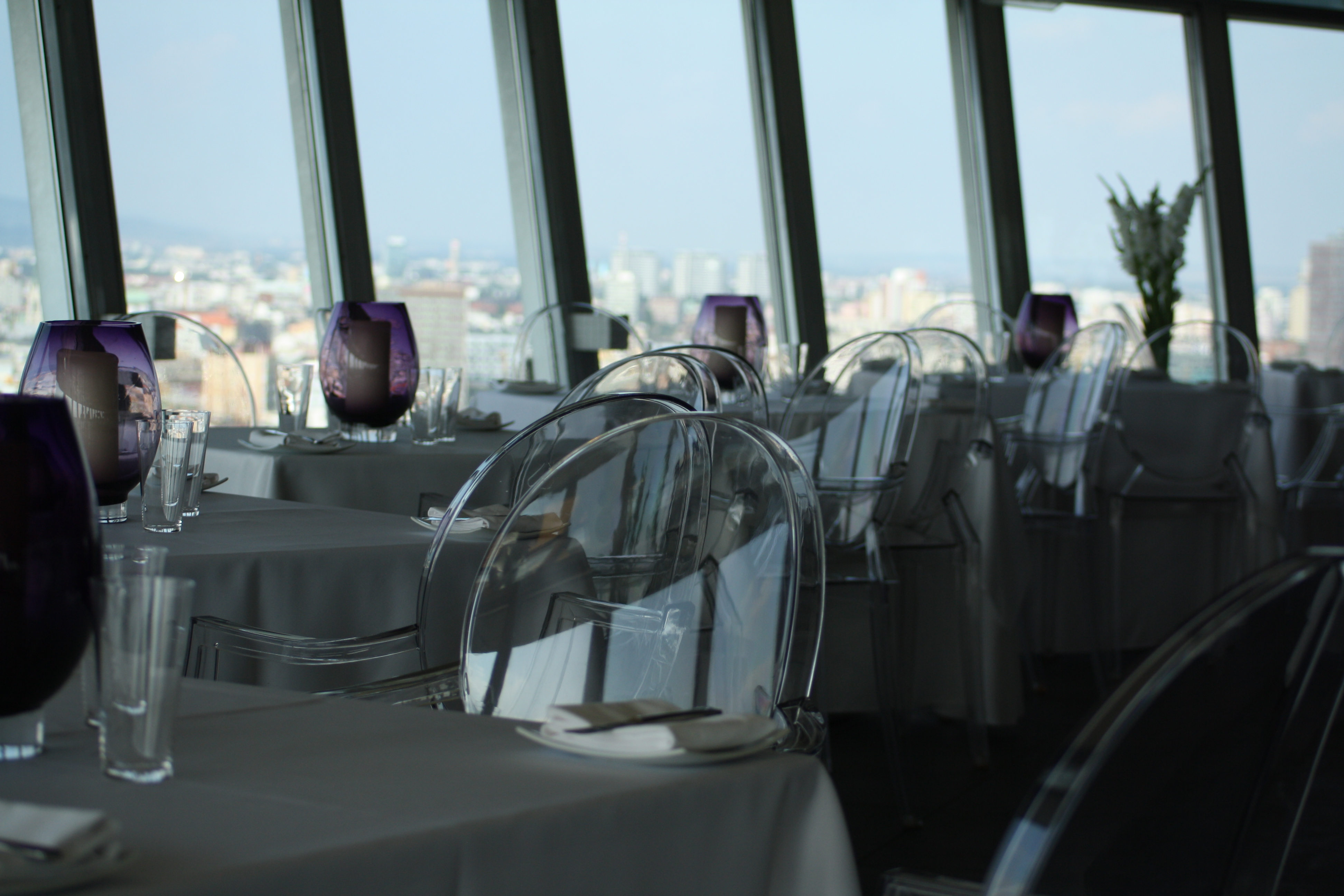
Interiér kavárny
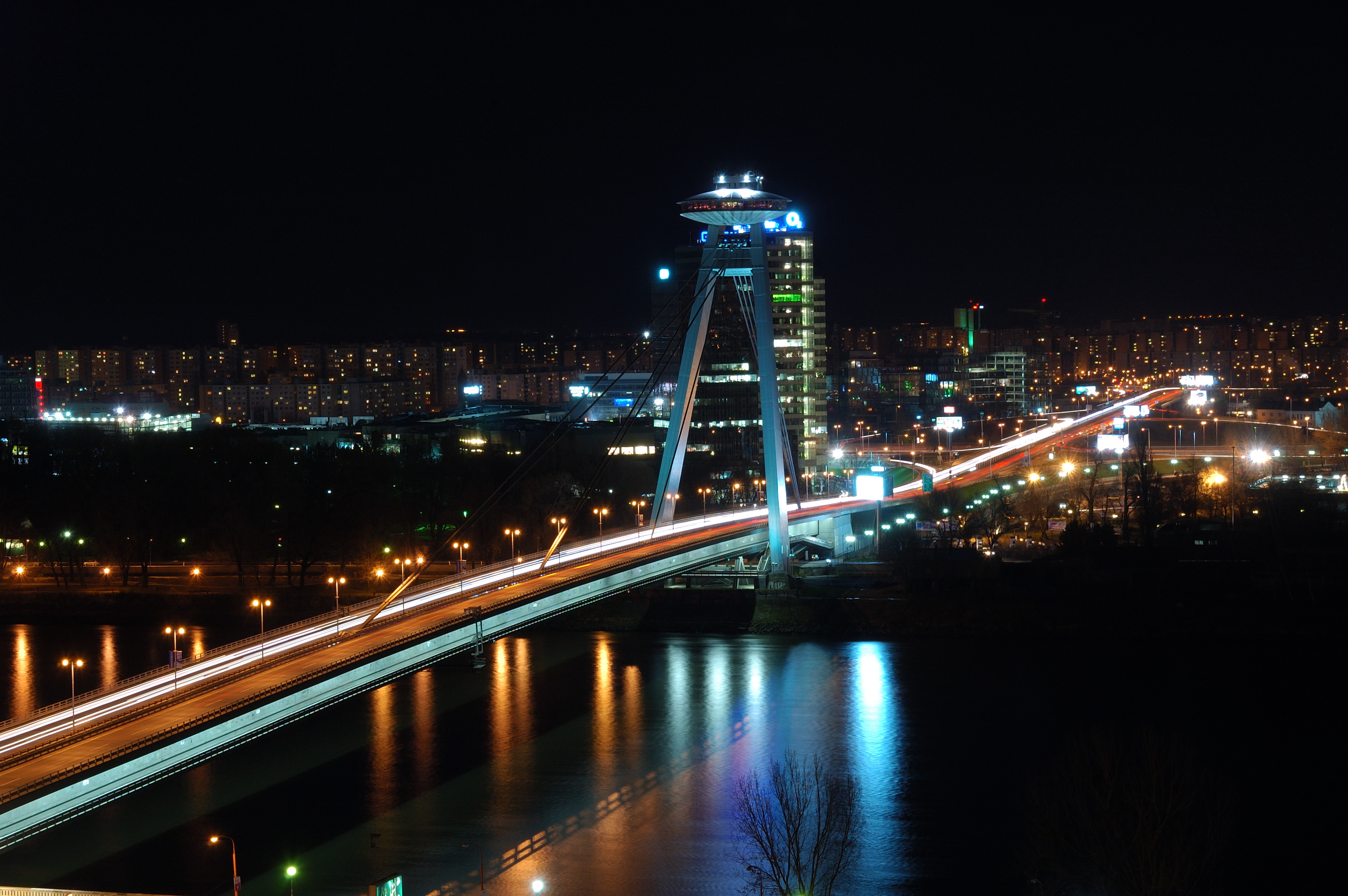
Most SNP v noci
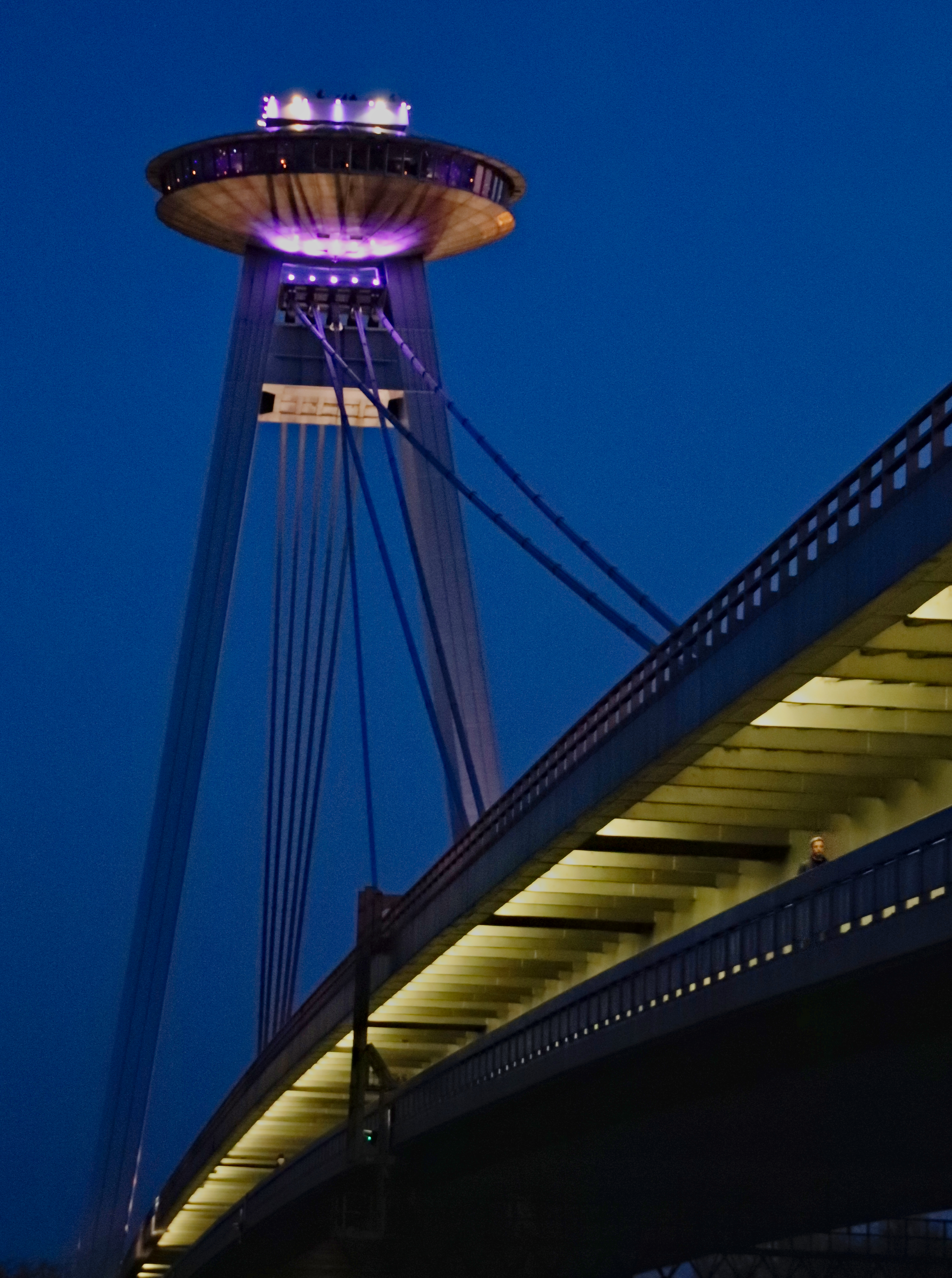
Osvětlený most
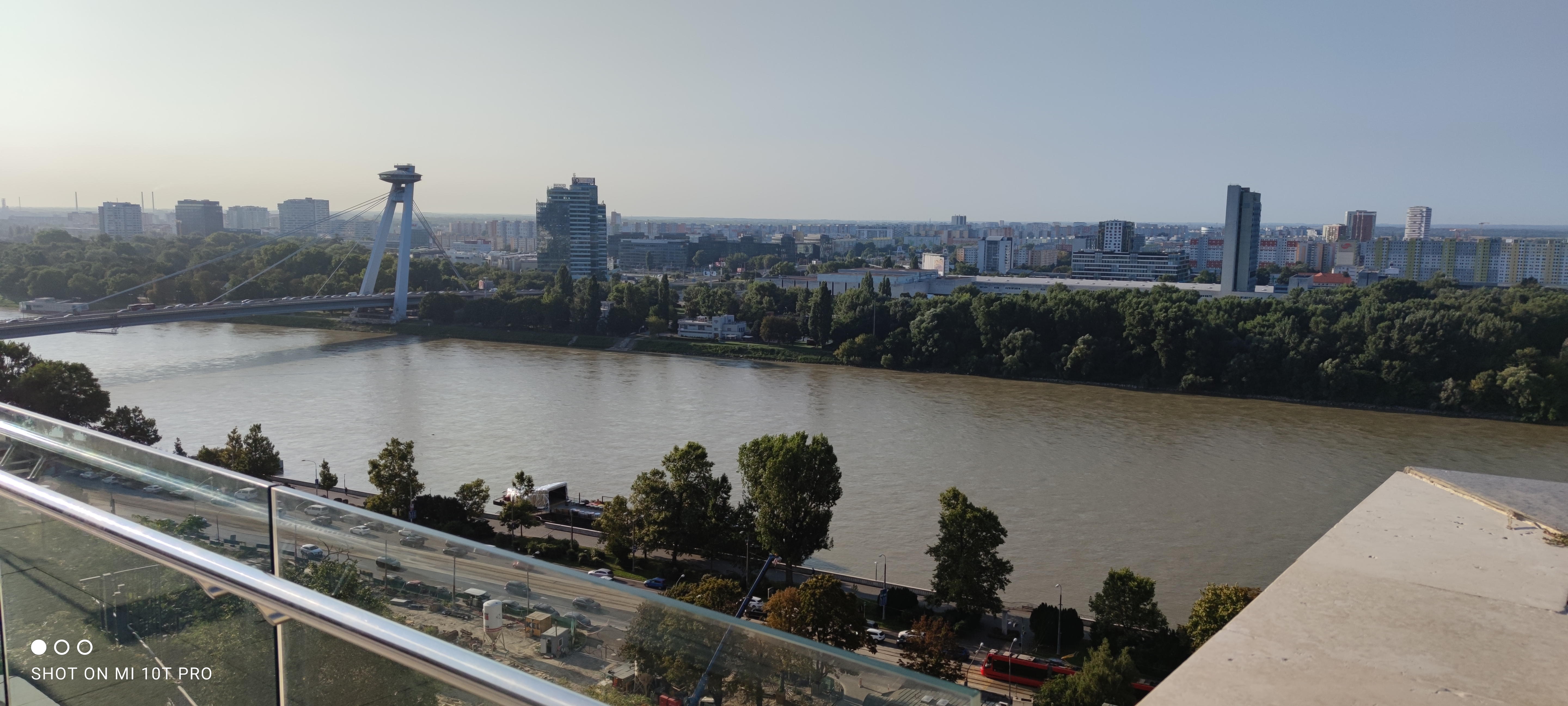
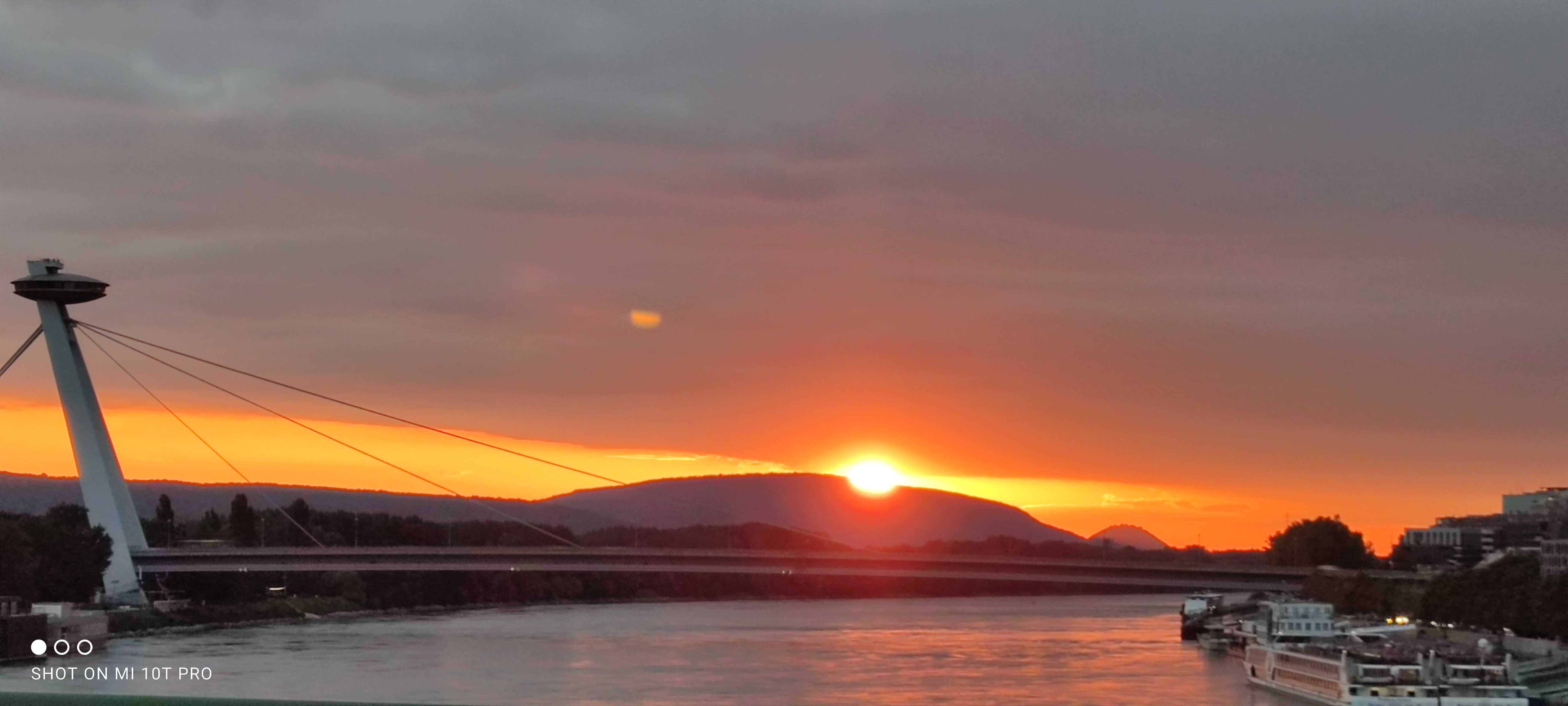